# 14 anys i un día
14 anys i un día és un curtmetratge espanyol del 2015 dirigit per Lucía Alemany. Ha estat rodat a Traiguera en català.

## Sinopsi
Arantxa i Rossi són dues adolescents de catorze anys força amigues. Per la Rossi el més important és el seu xicot, Santi, i el seu problema, la innocència. Per Arantxa el més important és la seva amiga Rossi, i el seu problema, la seva mare. Finalment un dia decideix enfrontar-se a la seva mare per dir-li que no suportarà més la violència com a mètode d'educació.

## Repartiment
- Pilar Alcalá
- Vicente Benlliure
- Ramón García Grañana
- Jennifer García
- Andrea Olesa
- Estelle Orient

## Nominacions i premis
Va participar en la secció oficial de curtmetratges de la Seminci. Fou exhibida al Festival de Cinema Solidari de Guadalajara (FESCIGU) i va rebre el premi al millor curtmetratge valencià als XXV Premis Turia.